# François Boissarie
François Boissarie est un journaliste français des quotidiens Sud Ouest puis Le Figaro. Militant syndical durant toute sa carrière au sein du Syndicat national des journalistes (SNJ), il a été Président en 1979/1980 puis, de 1984 à 2005, Premier Secrétaire Général de cette organisation.

## Biographie
Journaliste, de 1961 à 1966 au quotidien Sud Ouest, il travaille dans diverses rédactions locales (Bordeaux, Toulouse, Agen, Royan) puis à la rédaction régionale. Il est alors élu trésorier puis secrétaire adjoint de la section Gironde du SNJ. De 1966 à 1970, il est engagé par le SNJ, à Paris, comme délégué permanent et rédacteur en chef du Journaliste. 
Embauché, fin 1970, au sein de la rédaction du Figaro, il est licencié en 1977 à la suite du rachat de ce journal par Robert Hersant. De 1978 à 1980 il a été rédacteur en chef  de la revue de l'UNAPEI (Union des associations de parents d'enfants handicapés). Le licenciement du Figaro ayant été jugé abusif par le Conseil d'État, il est réintégré au sein de ce journal en 1980.
Élu à la présidence du SNJ en 1979 il en fut le premier secrétaire général de 1984  à 2005,. Il a été par ailleurs président de l'Union Nationale des Syndicats de Journalistes en 1974 et représentant des journalistes au Conseil Supérieur de l'Agence France Presse (AFP).
Il continue de militer au SNJ comme élu au sein du Comité national de cette organisation.
Il est l'auteur avec Jean Paul Garnier du Livret du Journaliste (éditions SNJ)